# Teorema del ángulo exterior
El teorema del ángulo exterior es la Proposición 1.16 en los Elementos de Euclides que dice lo siguiente:
| Todo ángulo exterior de un triángulo es igual a la suma de los dos ángulos interiores no adyacentes. |

## Demostración
Lado: ABC es un triángulo, y ACD es un ángulo exterior al mismo.
Para probar: mACD = mABC + mBAC (aquí, mACD denota la medida del ángulo ACD)
Prueba:
| Afirmación                            | Razón                                                             |
| ------------------------------------- | ----------------------------------------------------------------- |
| En ∆ABC, ma + mb + mc = 180°------[1] | La suma de los ángulos interiores de un triángulo es igual a 180° |
| También, mb + md = 180°-------[2]     | Definición de ángulos suplementarios                              |
| ∴ ma + mc + mb = mb + md              | De [1] y [2]                                                      |
| ∴ ma + mc + mb = mb + md              |                                                                   |
| ∴ md = ma + mc                        |                                                                   |
| p.e. mACD = mABC + mBAC               |                                                                   |